# Progresszív Szövetség
A Progresszív Szövetség (angolul Progressive Alliance) szociáldemokrata pártok és mozgalmak 2013-ban alapított nemzetközi szervezete, amely többnyire a Szocialista Internacionálé jelenlegi és korábbi tagjaiból áll.
Magyarországi tagja a Magyarországi Szociáldemokrata Párt (MSZDP) és a Magyar Szocialista Párt (MSZP).

## Tagjai
| Ország                          | Szervezet                                                                         |
| ------------------------------- | --------------------------------------------------------------------------------- |
| Angola                          | Angolai Népi Felszabadítási Mozgalom (MPLA)                                       |
| Argentína                       | Szocialista Párt (PS)                                                             |
| Ausztrália                      | Ausztrál Munkáspárt (ALP)                                                         |
| Ausztria                        | Ausztria Szociáldemokrata Pártja (SPÖ)                                            |
| Belgium                         | Parti Socialiste (PS)                                                             |
| Belgium                         | Másik Szocialista Párt (sp.a)                                                     |
| Bolívia                         | Mozgalom a Szocializmusért (MAS)                                                  |
| Bolívia                         | Mozgalom Félelem Nélkül (MSM)                                                     |
| Brazília                        | Munkáspárt (PT)                                                                   |
| Brazília                        | Brazil Szocialista Párt (PSB)                                                     |
| Bulgária                        | Bolgár Szocialista Párt (BSP)                                                     |
| Burkina Faso                    | Demokrácia és Fejlődés Pártja/Szocialista Párt (PDP/PS)                           |
| Chile                           | Chilei Szocialista Párt (PS)                                                      |
| Chile                           | Párt a Demokráciért (PPD)                                                         |
| Chile                           | Radikális Szociáldemokrata Párt (PRSD)                                            |
| Ciprus                          | Mozgalom a Szociáldemokráciáért (EDEK)                                            |
| Ciprus                          | Demokrata Párt (DIKO)                                                             |
| Csehország                      | Cseh Szociáldemokrata Párt (ČSSD)                                                 |
| Dominikai Köztársaság           | Modern Forradalmi Párt (PRM)                                                      |
| Dominikai Köztársaság           | Dominikai Forradalmi Párt (PSD)                                                   |
| Dánia                           | Szociáldemokraták                                                                 |
| Dél-Korea                       | Demokratikus Összefogás Pártja                                                    |
| Egyenlítői-Guinea               | Konvergencia a Szociáldemokráciáért (CPDS)                                        |
| Egyesült Királyság              | Munkáspárt                                                                        |
| Egyiptom                        | Egyiptomi Szociáldemokrata Párt                                                   |
| Elefántcsontpart                | CAP-UDD                                                                           |
| Eritrea                         | Eritreai Népi Demokratikus Párt (EPDP)                                            |
| Fehéroroszország                | Nadzeya                                                                           |
| Fehéroroszország                | Fehérorosz Szociáldemokrata Párt (BSDP)                                           |
| Fehéroroszország                | Igazságos Világ                                                                   |
| Finnország                      | Finn Szociáldemokrata Párt (SDP)                                                  |
| Franciaország                   | Szocialista Párt (PS)                                                             |
| Fülöp-szigetek                  | Akbayan                                                                           |
| Grúzia                          | Georgiai Álom - Demokratikus Georgia                                              |
| Ghána                           | Nemzeti Demokratikus Kongresszus (NDC)                                            |
| Grenada                         | Nemzeti Demokratikus Kongresszus (NDC)                                            |
| Guinea                          | Guineai Népgyűlés                                                                 |
| Görögország                     | Pánhellén Szocialista Mozgalom (PASOK)                                            |
| Hollandia                       | Munkáspárt (PvdA)                                                                 |
| Horvátország                    | Horvát Szociáldemokrata Párt (SDP)                                                |
| India                           | Indonéziai Nemzeti Kongresszus (INC)                                              |
| India                           | Egyesület a Demokratikus Szocializmusért                                          |
| Indonézia                       | Nasdem Párt                                                                       |
| Indonézia                       | Indiai Demokratikus Küzdelem Pártja (PDIP)                                        |
| Irak                            | Kurdisztáni Patrióta Unió (PUK)                                                   |
| Irak                            | Kurdisztáni Szocialista Demokrata Párt                                            |
| Irán                            | Iráni Kurdisztáni Demokrata Párt (PDKI)                                           |
| Irán                            | Iráni Kurdisztáni Komala Párt (KPIK)                                              |
| Irán                            | Kurdisztáni Komala Párt (KPK)                                                     |
| Izrael                          | Izraeli Munkáspárt (HaAvoda)                                                      |
| Izrael                          | Meretz                                                                            |
| Jemen                           | Jemeni Szocialista Párt (YSP)                                                     |
| Jordánia                        | Jordán Szociáldemokrata Párt                                                      |
| Kamerun                         | Szociáldemokrata Front (SDF)                                                      |
| Kanada                          | Új Demokrata Párt (NDP/NPD)                                                       |
| Kelet-Timor                     | Forradalmi Front a Független Észak-Timorért (FRETLIN)                             |
| Kenya                           | Kenyai Munkáspárt (KLP)                                                           |
| Kongói Demokratikus Köztársaság | Unió a Demokráciáért és a Társadalmi Fejlődésért (UDPS)                           |
| Kongói Köztársaság              | Citoyenne Konvergencia                                                            |
| Közép-afrikai Köztársaság       | Mozgalom a Közép-afrikai Nép Felszabadulásáért (MLPC)                             |
| Lengyelország                   | Demokratikus Baloldali Szövetség (SLD)                                            |
| Lettország                      | Harmónia Szociáldemokrata Párt (SLD)                                              |
| Libanon                         | Progresszív Szocialista Párt (PSP)                                                |
| Litvánia                        | Litvánia Szociáldemokrata Pártja (LSDP)                                           |
| Luxemburg                       | Luxemburgi Szocialista Munkáspárt (LSAP/POSL)                                     |
| Macedónia                       | Macedóniai Szociáldemokrata Unió (SDSM)                                           |
| Magyarország                    | Magyarországi Szociáldemokrata Párt (MSZDP)                                       |
| Magyarország                    | Magyar Szocialista Párt (MSZP)                                                    |
| Malajzia                        | Parti Tindakan Demokratik (DAP)                                                   |
| Marokkó                         | Népi Erők Szocialista Uniója (USFP)                                               |
| Mauritius                       | Mauritiusi Harcias Mozgalom (MMM)                                                 |
| Mauritánia                      | Demokratikus Erők Gyűlése (RFD)                                                   |
| Mexikó                          | Demokratikus Forradalom Pártja (PRD)                                              |
| Mianmar                         | Nemzeti Liga a Demokráciáért (NLD)                                                |
| Mianmar                         | Demokrata Párt Egy Új Társadalomért (DPNS)                                        |
| Moldova                         | Moldovai Demokrata Párt (PDM)                                                     |
| Mongólia                        | Mongol Néppárt (MPP)                                                              |
| Mongólia                        | Mongol Népi Forradalmi Párt (MPRP)                                                |
| Montenegró                      | Montenegrói Szociáldemokrata Párt (MPRP)                                          |
| Montenegró                      | Montenegrói Szocialisták Demokratikus Pártja (MPRP)                               |
| Németország                     | Németország Szociáldemokrata Pártja (SPD)                                         |
| Nepál                           | Nepáli Kongresszus (NC)                                                           |
| Niger                           | Nigeri Párt a Demokráciáért és a Szocializmusért                                  |
| Norvégia                        | Munkáspárt (A/Ap)                                                                 |
| Nyugat-Szahara                  | Polisario Front                                                                   |
| Pakisztán                       | Awami Nemzeti Párt                                                                |
| Pakisztán                       | Pakisztáni Nemzeti Párt                                                           |
| Palesztina                      | Palesztin Nemzeti Felszabadítási Mozgalom (Fatah)                                 |
| Palesztina                      | Palesztin Nemzeti Kezdeményezés (PNI)                                             |
| Paraguay                        | Guasú Front                                                                       |
| Portugália                      | Szocialista Párt (PS)                                                             |
| Románia                         | Szociáldemokrata Párt (PSD)                                                       |
| Saint Lucia                     | Saint Luciai Munkáspárt (SLP)                                                     |
| Salvador                        | Farabundo Martí Nemzeti Felszabadítási Front (FMLN)                               |
| São Tomé és Príncipe            | Mozgalom São Tomé és Príncipe Felszabadításáért/Szociáldemokrata Párt (MLSTP/PSD) |
| Spanyolország                   | Spanyol Szocialista Munkáspárt (PSOE)                                             |
| Svájc                           | Svájci Szociáldemokrata Párt (SP/PS)                                              |
| Svédország                      | Svédország Szociáldemokrata Munkáspártja (SAP)                                    |
| Szenegál                        | Szenegáli Szociáldemokrata Párt (PS)                                              |
| Szerbia                         | Demokrata Párt (DS)                                                               |
| Szerbia                         | Szociáldemokrata Párt (SDS)                                                       |
| Szíria                          | Szíriai Demokrata Néppárt                                                         |
| Szlovénia                       | Szociáldemokraták (SD)                                                            |
| Szomália                        | Szomáliai Társadalmi Egységpárt                                                   |
| Szváziföld                      | Egyesült Demokratikus Népmozgalom (PUDEMO)                                        |
| Szváziföld                      | Szvázi Demokrata Párt (SWADEPA)                                                   |
| Tanzánia                        | Chama Cha Mapinduzi (CCM)                                                         |
| Tunézia                         | Ettakatol                                                                         |
| Tunézia                         | Tunéziai Munkáspárt (TLP)                                                         |
| Törökország                     | Köztársasági Néppárt (CHP)                                                        |
| Új-Zéland                       | Új-Zélandi Munkáspárt (NZLP)                                                      |
| Uruguay                         | Uruguayi Szocialista Párt (USP)                                                   |
| Zimbabwe                        | Mozgalom a Demokratikus Változásért (MDCZ)                                        |